# Лежајск
Лежајск (пољ. Leżajsk) град је у Пољској у Војводству поткарпатском. По подацима из 2012. године број становника у месту је био 14 448.

## Становништво
| 2012.  |
| ------ |
| 14 448 |

## Партнерски градови
- Чорткив